# Hipposideros scutinares
Hipposideros scutinares — є одним з видів кажанів родини Hipposideridae.

## Поширення
Країни поширення: Лаос, В'єтнам. В даний час (2003) відомий тільки з печери у вапнякових районах.

## Загрози та охорона
Вид страждає від порушень печер. Вид присутній в охоронних територіях.